# Němiga (stanice metra v Minsku)
Němiga je stanice metra ve městě Minsk, hlavním městě státu Bělorusko. Je podzemního charakteru, nachází se na lince M2. V roce 1999 se poblíž stanice konal rockový koncert, ale vzhledem k silnému dešti se spousta osob, převážně ve věku od 14 do 18 let, běželo před deštěm schovat do vestibulu stanice. Na kluzkých  schodech bylo ušlapáno nejméně 53 osob včetně jednoho policisty.